# Juinen

Plaatsnaambord van Juinen, uit de collectie van Beeld en Geluid

Juinen is een denkbeeldig dorp en dito gemeente in Midden-Nederland, dat wordt opgevoerd in de televisieprogramma's van Van Kooten en De Bie. Juinen werd op 20 oktober 1982 voor het eerst genoemd, in een uitzending waarin de typetjes burgemeester Hans van der Vaart en wethouder Tjolk Hekking een rondleiding door hun gemeente gaven. Tot in maart 1998 figureerde het dorp met regelmaat in de uitzendingen van Van Kooten en De Bie. De satire werd uitgebreid met De Juinensche Courant die viermaal als bijlage van de VPRO Gids werd verspreid, voluit getiteld De Juinensche Courant : nieuwsblad voor Groot-Juinen (w.o. Zeulen, Deil, Ter Weksel, Juinerbroek, Den Eng, Remmerden, Slaepstede, Trichterhuizen en De Mars).
Het satirische duo gebruikte de metafoor Juinen om verschillende lokale en landelijke verschijnselen te persifleren. Zo zou Juinen een "Gedoogstraat" hebben, waar alles is toegestaan wat elders verboden is, zoals prostitutie en dergelijke. Het blijkt een landweg van 9 kilometer te betreffen, waar verder niets is.

## Uitwerking

### Politiek en bestuur
In het Juinen van Van Kooten en De Bie zijn Van der Vaart en Hekking de centrale personages, zodat de persiflages doorgaans om lokale politiek draaien. Bij bezuinigingen in Juinen wordt de bibliotheek gesloten en voortaan leent Hekking uitsluitend donderdagmiddag tussen 1 en 3 de meest gevraagde tien boeken zelf uit in zijn "Bibliobus". Ook wordt de reguliere busdienst opgeheven en vervangen door de HBM (Hekkings Busmaatschappij), waarbij Hekking optreedt als chauffeur. Voorts wordt de temperatuur van het water van het zwembad verlaagd tot 11 graden Celsius en introduceert Hekking de "Trottoirrinepil" voor honden om van de overlast van hondenpoep af te komen. Burgemeester Van der Vaart woont samen met zijn partner Rob en is voorzitter van de Roze Burgemeestersclub. 
De buurgemeenten van Juinen zijn Zeulen en Ter Weksel en in de omgeving zouden onder meer de nederzettingen Juinerbroek, Den Eng en Slaepstede te vinden zijn. Juinen lijkt veel op Bussum, terwijl Ter Weksel opvallend veel overeenkomsten vertoont met Hilversum. Ter Weksel is de gemeente waarmee Juinen voortdurend wedijvert. De gemeentelijke vuilnisbelt bevindt zich te Ter Weksel en wordt door zowel Juinen als Ter Weksel gebruikt.
Over de bestuurders van Ter Weksel is minder duidelijkheid. Toch verscheen enkele malen de wethouder H.J. van der Knippen. De burgemeester was steeds weer een ander: drs. John Blaag, P.N. van der Balk of drs. A. Madestein. Drs. John Blaag werd door wethouder Van der Knippen in de verboden seksclub gesignaleerd en hij verdedigde zich met de woorden dat hij daar als verantwoordelijke moest zijn. Voorts verwees hij potentiële prostitutieklanten naar een bijstandsmoeder zodat laatstgenoemde nog iets "boven op" haar uitkering kreeg. Ook was er rond de gemeenteraadsverkiezingen van 1990 de PvdA-wethouder Pelt. Deze ouderwetse socialist was tevens voorzitter van de afdeling Ter Weksel. Na het verlies van de verkiezingen moest Wethouder Pelt echter het veld ruimen nadat zijn PvdA uit het college werd gezet.
Naast het plaatsnaambord "Juinen 50 km" komt ook het bord "Juinen 29 km" voor bij het binnenrijden van de bebouwde kom. Dit bord is in de uitzendingen door beide betrokken gemeenten regelmatig verplaatst teneinde meer grond in bezit te krijgen. Dit ging soms gepaard met de gevleugelde uitspraak van wethouder Van der Knippen uit Ter Weksel: "Mag niet, maar schijnt zomaar te kunnen".

### Bedrijfsleven en cultuur
De kruidenier van Juinen heet Hein Alberts en een plaatselijk hotel heet De Commerce. De Juinense Rotary Club vergadert er in de Spiegelzaal. Juinen beschikt over twee kranten, De Juinensche Courant en het concurrerende, volkse Juiner Nieuwsblad. Het cultureel centrum van Juinen heet 't Slüske.
Midden in de financiële crisis op 9 februari 1983 haalde wethouder Hekking de popgroep Doe Maar naar de Juiner Sporthallen. Zowel De Juinensche Courant als het Juiner Nieuwsblad deden verslag van dit optreden. Wethouder Hekking zong als leadzanger van bovengenoemde popgroep het financiële crisislied aller tijden: Geld is alles.
De Bescheurkalender 1983 van Van Kooten en De Bie werd te Juinen om redenen van "goede zeden" verboden.

### Bekende inwoners
- Walter de Rochebrune, woont op de gemeenschappelijke vuilnisbelt
- De Vieze man, woont ook op de vuilnisbelt
- Koos Koets, van stichting "Morekop"
- Dirk de zwerver

## Dialect en neologisme
Juinen heeft talloze uitdrukkingen in het plaatselijk dialect. Zij worden steevast fout (en met een andere strekking) vertaald door burgemeester Van der Vaart, waarna wethouder Hekking moet corrigeren. 
Een van de broers van Hekking heeft een stratenmakersbedrijf dat niet al te goed floreert. Wethouder Hekking stelt dan ook voor om wegen in de gemeente Juinen sneller te voorzien van (onnodige) verkeersdrempels, teneinde het voortbestaan van Aannemersbedrijf Hekking te verzekeren.

## Vanaf 2000
Sinds het uiteenvallen van het duo Van Kooten en De Bie wordt er weinig meer van de gemeente Juinen vernomen en van Ter Weksel evenmin. Alleen het type wethouder Hekking wordt nog weleens aangewezen: een ijdeltuit van een bestuurder die de politieke partij "Hekkings Belangen" heeft opgericht. In 2002 verscheen bij uitgeverij De Harmonie een dvd met een compilatie uit de bijdragen van Van der Vaart en Hekking.
In 2005 kwam er weer wat nieuws uit Juinen. Zowel Van der Vaart als Hekking was er nog steeds aan de macht. Via Wim de Bies weblog kwam men te weten dat beiden zich op Hekkings initiatief klaar maakten voor het gekozen burgemeesterschap. De vraag is of Van der Vaart dan tegenover Hekking nog wel kans maakt. Ook kwam dat jaar de Audiotheek uit, waarin het tweetal op de bonus-cd de luisteraar rondleidde door Juinen.

## Inhakende acties
Sommige personen en instellingen in Nederland hebben ingehaakt op de bekendheid van Juinen en de grap ervan. Zo hadden de SP en de VVD een afdelingssite van Juinen en bestaat er een online gemeentewijzer. Op 30 maart 1983 werd in het NOS-programma Van Gewest tot Gewest gemeld dat Juinen (in de Ooypolder) een groot historisch pretpark kreeg, dat twee dagen later (1 april) zou worden geopend. De heraldische site Heraldrywiki verzon een gemeentewapen van Juinen en de gemeente heeft een IMDb-profiel.
Toen de KLM nieuwe navigatiekaarten invoerde werden als instructiemiddel kaarten gebruikt van het gefingeerde vliegveld "Juinen International". Dat vliegveld lag ongeveer op dezelfde plaats als Schiphol.
In een e-training voor de stembureauvoorzitters voor de Tweede Kamerverkiezingen wordt Juinen als fictief voorbeeld genoemd bij onderdeel 1, module 6, waar het invullen van stembureaugegevens wordt uitgelegd.